# Бонапарт, Элиза
Мария Анна Эли́за Бонапа́рт (фр. Marie Anne Elisa Bonaparte; 3 января 1777, Аяччо, Корсика — 6 августа 1820, Вилла-Вичентина, Австрийская империя), в замужестве Бачокки (итал. Baciocchi) — великая герцогиня Тосканская (1809—1814), княгиня Луккская и Пьомбинская (1805—1814), старшая из сестёр Наполеона Бонапарта.

## Биография
Родилась в Аяччо, на Корсике. Была седьмым ребёнком и старшей достигшей совершеннолетия дочерью Карло Буонапарте и Летиции Рамолино. Воспитывалась в аристократическом пансионе Сен-Сир. Из всех детей Элиза была менее привлекательной и больше всех была похожа на Наполеона.
По словам графини А. Потоцкой, «она напоминала брата чертами своего лица, но выражение его было гораздо суровее. Говорили, что у нее недюжинный ум и сильный характер, но почему-то никто не слышал, чтобы кто-то рассказывал о её выдающемся поступке или остроумном выражении». Вдобавок, она была горда, тщеславна и решительна, говорила громко и твердо стояла на своём. По наблюдениям герцогини д’Абрантес, будучи твердо уверена, что женщины не хуже, если не лучше, мужчин, Элиза всячески старалась это доказать, из-за чего «невольно напрашивалась мысль, что женский пол был для нее лишь прикрытием».
В мае 1797 года в Марселе она вышла замуж за офицера Феликса-Паскаля Бачокки (1762—1841), который происходил из старинного дворянского, но обедневшего корсиканского рода. По случаю свадьбы Наполеон назначил его командиром пехотного полка, а в 1804 году дал пост сенатора. Приданое Элизы включало в себя 35 тысяч франков наличными, два виноградника и небольшое поместье на Корсике. У супругов родились четверо детей, из которых выжили двое:
- Феликс Наполеон (1798—1799)
- Элиза-Наполеона (1806—1869), в 1825 вышла замуж за Филиппо Кармрата-Пассионей.
- Жером Карл (1810—1811)
- Фредерик-Наполеон (1814—1833), родился в Болонье, как писала одна из современниц, «в тот момент, когда необходимость в наследнике уже отпала». Умер в результате падения с лошади.

## Княгиня Луккская и Пьомбинская

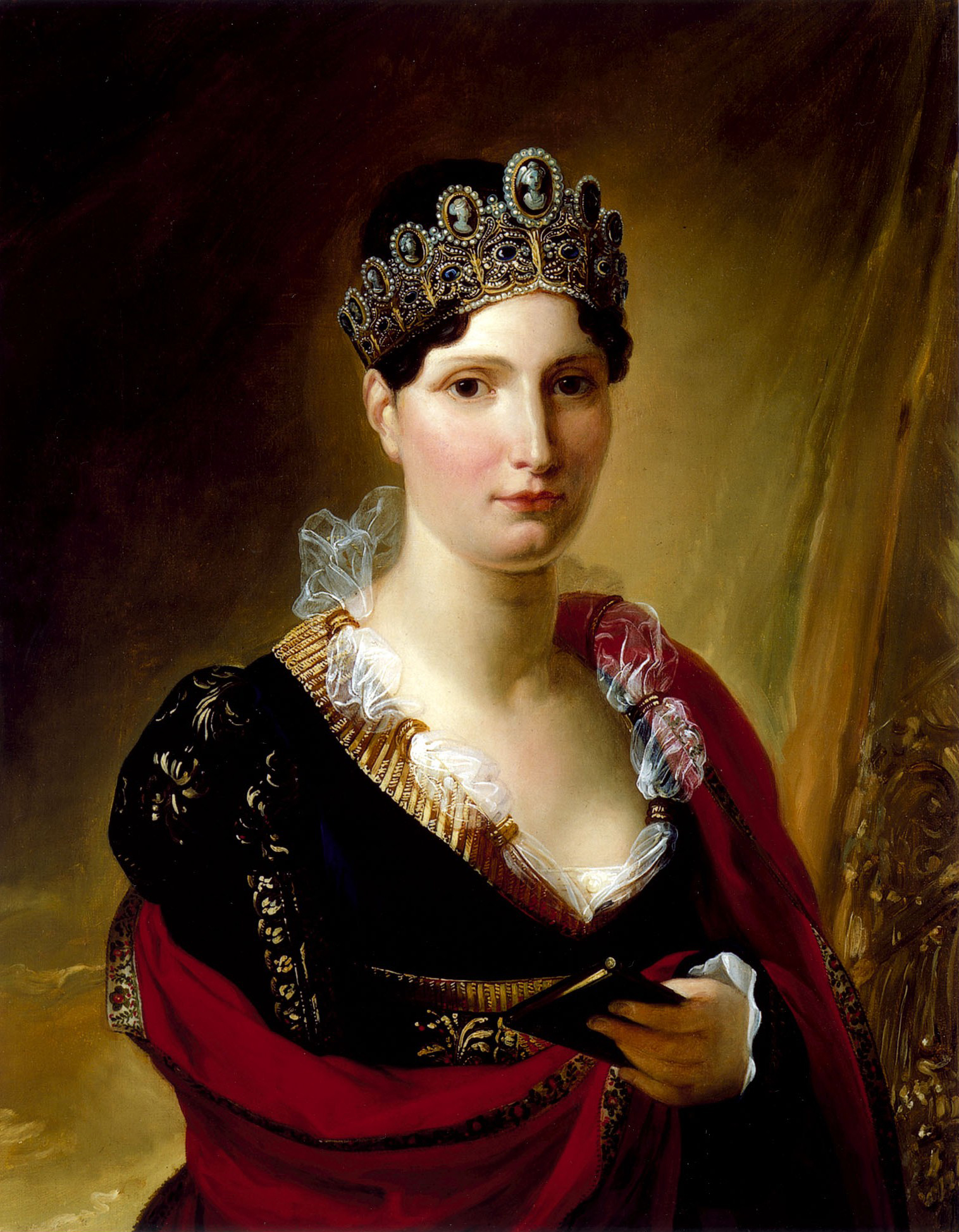
Элиза Бонапарт (1812). Портрет работы Жозефа Франка.

С 1797 по 1805 годы Элиза с семьёй жила в Париже, где держала литературный салон, в котором собирала самых знаменитых деятелей французской культуры. Умная, острая на язык она с удовольствием участвовала в семейных интригах, и после того как Наполеон в 1804 году стал императором, получила, как и другие члены семьи титул Императорского Высочества. 18 марта 1805 года Наполеон предложил ей владение в Италии и даровал титул княгини Пьомбино, представляющей для него большой стратегический интерес. Позже  она получила княжество Лукки, Массы, Каррары и Гарньяфо. Похожая на прославленного брата, деятельная и властная, она сделала много для развития своих княжеств.
Будучи хорошим администратором, Элиза отстранила от дел мужа и твёрдой рукой взялась за экономику края, активно развивая не только строительство, но и культуру. Скучая по блестящему двору, оставленному в Париже, и желая иметь нечто подобное в своих владениях, она активно развивала там искусство и светскую жизнь. В Лукке построила новый дворец, открыла два театра, бани и игорный дом. Она реформировала духовенство, закрыв ряд монастырей, создала множество учебных заведений, учредила Комитет общественной благотворительности и организовала бесплатную медицинскую помощь для бедных, построив новую больницу в бывшем монастыре Сант-Анастасия. Заботясь о своем благосостоянии, она ввела личную монополию на ловлю тунца, открыла кузницы и, против воли Наполеона, присвоила частную компанию на Эльбе по производству руды. С её именем связана интенсивная разработка месторождений каррарского мрамора, где делали бюсты императора. Там она основала школу скульпторов и стала изготовлять столы, вазы, камины и часы, снабжая своим мрамором всю Европу.
Оценив таланты сестры, Наполеон сделал её в 1809 году наместницей всей Тосканы, с титулом великой герцогини. Во Флоренции она поселилась в палаццо Питти, мужа же отправила во дворец Крочетта. На людях они изображали любящую пару, вместе ездили в театр и публично демонстрировали привязанность к друг другу, но на самом деле каждый из них жил своей жизнью. Среди любовников герцогини были барон де Капелле, племянник маркиза Лукезини, конюший Ченами, купец Эйнард и многие другие. В частности, её фаворитом, а может и любовником, был и великий итальянский скрипач Никколо Паганини. Но, как только они становились угрозой для репутации семьи, Наполеон высылал их из страны. В флорентийском обществе Элиза не пользовалась популярностью. Говорили, что в ней «сочетался деспотизм, который она переняла у брата, и деспотизм, свойственный её полу». 

Портрет работы Ф. Жерара. Элиза с дочерью Наполеоной

Не имея возможности править в Тоскане напрямую, для реализации своих планов она ездила в Лукку, где в феврале 1810 года издала тридцать новых законов собственного сочинения. Отношения её с Наполеоном становились все более напряженными, он часто напоминал ей о любых нарушениях в исполнении своих приказов в Тоскане и в попытке умерить неуемную жажду славы сестры, даже запретил упоминать её имя во французских газетах. События 1812 и 1813 годов не произвели на герцогиню особого впечатления, она была убеждена, что народ её любит.
Однако, когда в январе 1814 года к воротам Флоренции подошла армия Мюрата и потребовала впустить её в город, Элиза ответила формальным отказом. В попытке сохранить трон, она начала интриговать и затеяла переговоры с Мюратом. Потом, убеждая флорентийцев, что стремится избежать кровопролития, она открыла ворота, но толпа начала штурм Питти и ей пришлось бежать в Лукку. Там Элиза объявила, что разрывает все связи с империей, чем, по словам историка Ф. Массона, повела себя «как матрос, который на тонущем корабле крадет у капитана носовые платки». В марте к Лукке подошли войска лорда Бентинка и потребовали от жителей города «отправить эту женщину восвояси», на этом карьера Элизы Бонапарт закончилась.

## Последние годы
Под угрозой ареста 15 марта 1814 года Элиза уехала к мужу в Геную, после они переехали в Турин, потом в Шамбери и Монпелье.   После падения империи территории, захваченные Наполеоном, вернули их прежним владельцам и герцогство перешло Фердинанду III Тосканскому. Князь Меттерних позволил супругам поселиться в Болонье, где Элиза взяла себе имя графини ди Компиньяно. Она следила за всеми политическими новостями и даже ездила на Венский конгресс, чтобы бороться за свои права. Во время бегства Наполеона с Эльбы, 25 марта 1815 года Элиза была арестована и находилась в австрийской крепости Брунн. После Ста дней её освободили и позволили поселиться в Триесте.
Там она купила дом и загородный особняк Виллу-Вичентину. Продав возвращенное в 1819 году австрийским правительством свое итальянское имущество, она купила поместье в Истрии и вела безбедный образ жизни в окружении своего двора, состоявшего из второсортных художников, музыкантов и французских эмигрантов. Элиза Бонапарт умерла внезапно от малярии в возрасте 43 лет 7 августа 1820 года на принадлежавшей ей вилле Вичентина. Для Наполеона это известие стало тяжелым ударом, муж же отнесся к ее смерти с обычным спокойствием. Продав виллу жены, Бачокки обосновался в Болонье, где в Базилике Сан-Петронио купил боковую часовню и воздвиг монумент своей семье, похоронив там прах жены. Её именем назван род растений Elisena (Элизена) из семейства Амариллисовые.

## Образ в кино
- «Мадам Сан-Жен[фр.]» (немой, Франция, 1911) — актриса S. Théray
- «Мадам Сан-Жен[англ.]» (немой, США, 1925) — актриса Рени Эрибэль[фр.]
- «Наполеон» (1927, 1935, Франция) — актриса Иветта Дьедонне
- «Мадам Сан-Жен[фр.]» (Франция, 1941) — актриса Мадлен Сильвен
- «Мадам Сан-Жен[исп.]» (Аргентина, 1945) — актриса Эрминия Франко[исп.]
- «Дезире: любовь императора Франции[англ.]» (США, 1954) — актриса Флоренс Даблин
- «Наполеон: путь к вершине» (Франция, Италия, 1955) — актриса Козетта Греко[фр.]
- «Битва при Аустерлице» (Франция, Италия, Югославия, 1960) — актриса Анна-Мария Ферреро
- «Мадам Беспечность» (Франция, Италия, Испания, 1961) — актриса Марина Берти